# Charles-François Lebœuf

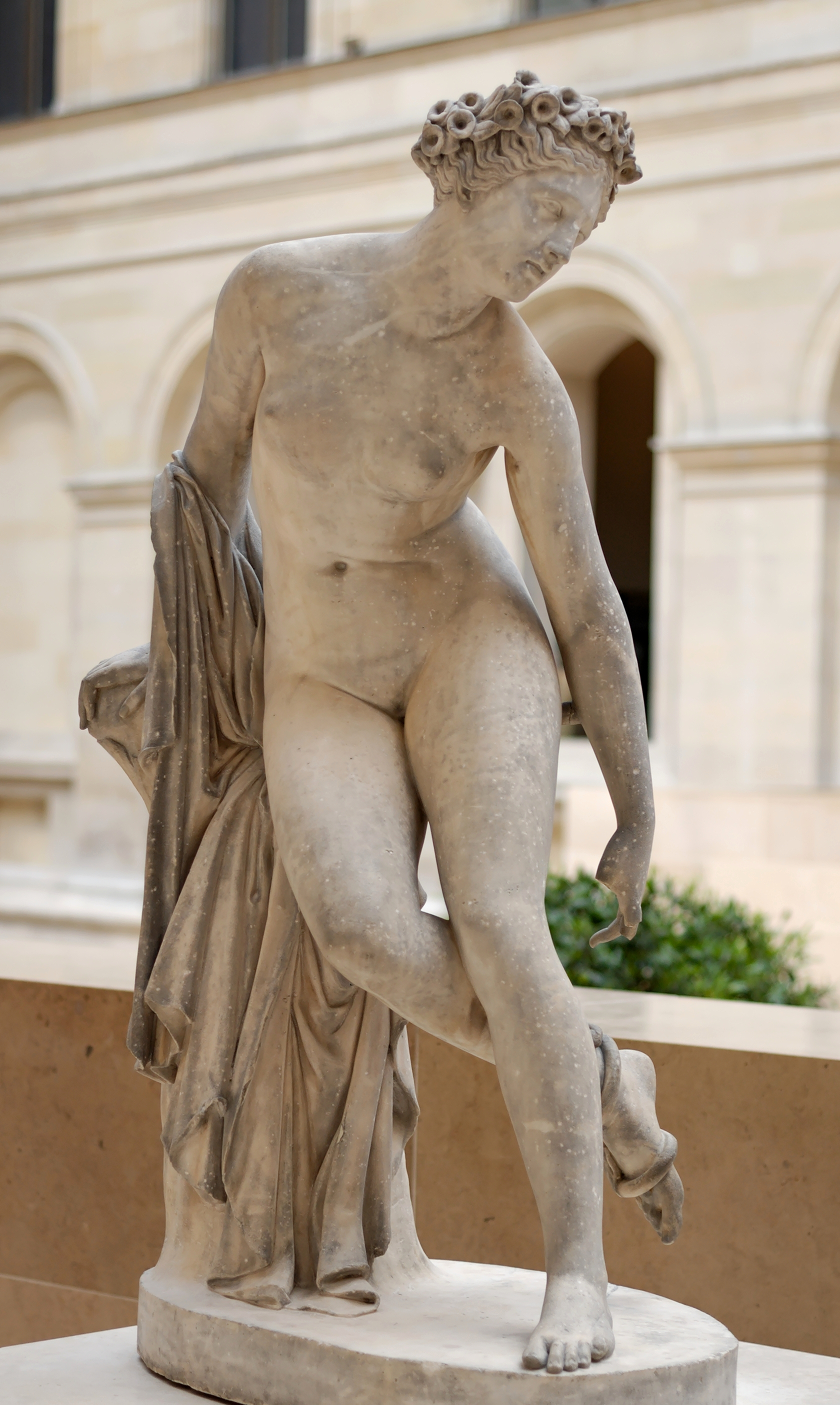
Eurídice, 1822, museo del Louvre

Charles-François Lebœuf, llamado Nanteuil, es un escultor francés del siglo XIX, nacido en París en 1792 y fallecido en la misma ciudad en 1865.

## Biografía
Charles-François Lebœuf, nació en la ciudad de París en el año 1792.
Lebeuf obtuvo el primer Premio de Roma de escultura en el año 1817, con la obra Agis muriendo por sus propias armas.
Recibió importantes encargos para las salas del recién creado Museo de las celebridades de Francia en el Palacio de Versalles. Así como otras esculturas contratadas por el estado francés para espacios públicos, como la Estación de París Norte, el Jardín de las Tullerías o el Panteón de París. En el mundo artístico fue conocido con el sobrenombre de Nanteuil, una ciudad de Francia.
Falleció en París en 1865.

## Obras

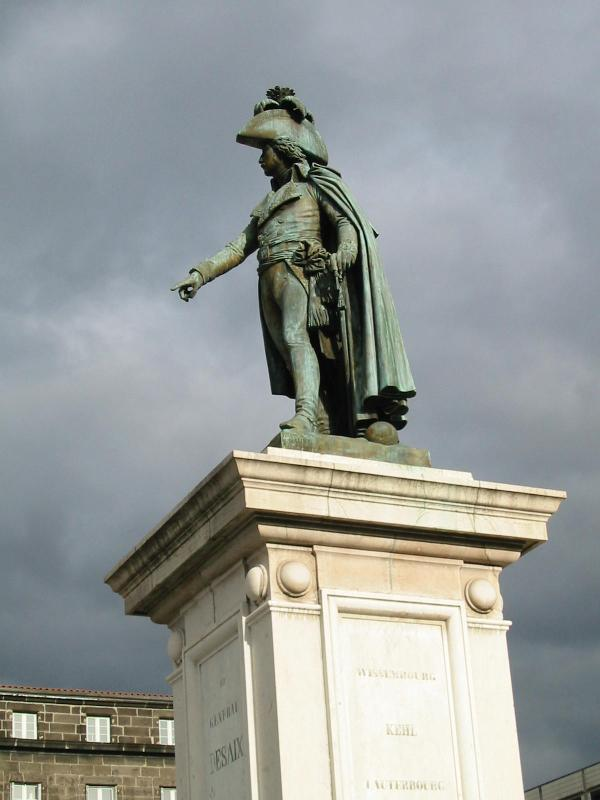
Estatua del General Desaix

- Agis, muriendo por sus propias armas (1817), estatua, yeso, París, École nationale supérieure des beaux-arts
- Eurídice muere  (1822), estatua, mármol, París, museo del Louvre
- Retrato del pintor Pierre-Paul Prud'hon (1827), busto, mármol, Versalles, Palacio de Versalles y de Trianon: salón de 1827, número 1163
- Retrato del pintor Pierre-Paul Prud'hon (1828), busto, mármol, París, museo del Louvre
- Alejandro luchando  (1836), estatua, piedra, París, Jardín de las Tullerías, fuente grande redonda, le grand carré
- 3 bajorrelieves para el peristilo del Panteón de París (1837) : La Apotheosis de los héroes que han muerto por la tierra de sus padres, dividida en Las Ciencias y las Artes y La Magistratura.
- Retrato de Carlos el Temerario, duque de Borgoña (1433-1477) (1838), busto, escayola, Versalles, Palacio de Versalles y del Trianon
- Retrato de Carlomagno, empereur d'Occident (742-814) (1840), estatua de figura en pie mayor escala que el natural, mármol, Versalles, Palacio de Versalles y del Trianon
- Retrato de Mathieu Molé, canciller de Francia (1584-1656) (1840), estatua de figura en pie mayor escala que el natural, escayola, Versalles, Palacio de Versalles y del Trianon
- Muerte de Orestes (1840), dibujo, París, museo del Louvre, departamento de artes gráficas
- Retrato de Enrique LXI, príncipe de Reuss-Chlietz, general de brigada al servicio de Francia (1784-1813) (1841), busto, escayola, Versalles, Palacio de Versalles y de Trianon
- General Desaix  (1848), bronce, Clermont-Ferrand, place de Jaude
- Glorificacion de San Vicente de Paúl, París, Iglesia de San Vicente de Paúl (París), hacia 1850. En el frontón del pórtico, inspirado en los templos griegos.
- Retrato de Jean-Luc-Sébastien-Bonaventure Carbuccia, general de brigada (1808-1854) (1858), busto, mármol, Versalles, Palacio de Versalles y del Trianon
- Eurídice muere  (1862), estatua (copia), bronce, París IIe arrondissement, galería Vivienne
- El pueblo de Beauvais y el pueblo de Lille (1865), estatuas en piedra en la fachada de la estación Estación de París Norte, París
- Rey Charles X, estatua colosal, piedra, Versalles, Palacio de Versailles y de Trianon
- Retrato de Luis Felipe I, rey de los franceses (1773-1830), busto, escayola, Versalles, Palacio de Versalles y de Trianon
- Charles de Secondat, baron de Montesquieu, hombre de letras (1689-1755), estatua, escayola, Versalles, Palacio de Versalles y de Trianon
- Retrato de Etienne Jacques Joseph MacDonald, duque de Tarente, Mariscal del Imperio (1765-1840), estatua de figura en pie mayor que el natural, mármol, Versalles, Palacio de Versailles y de Trianon

## Galería

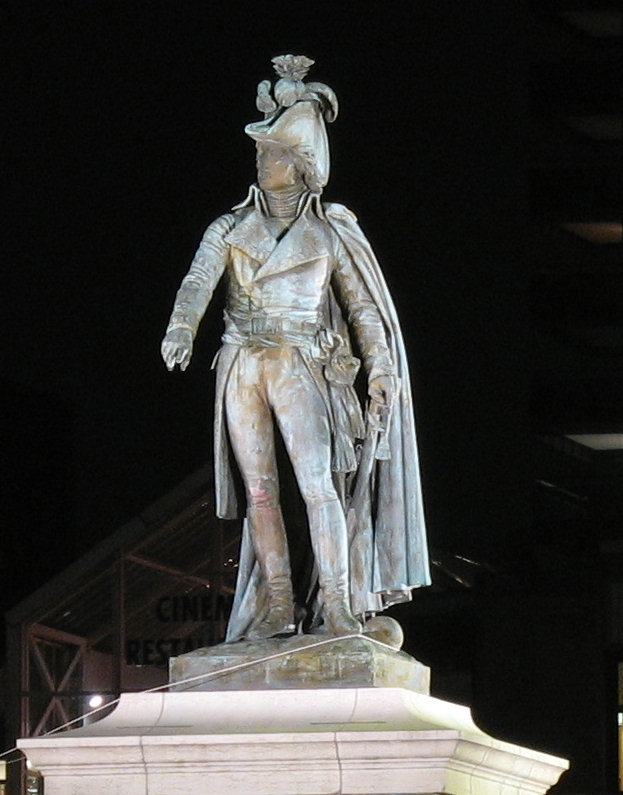
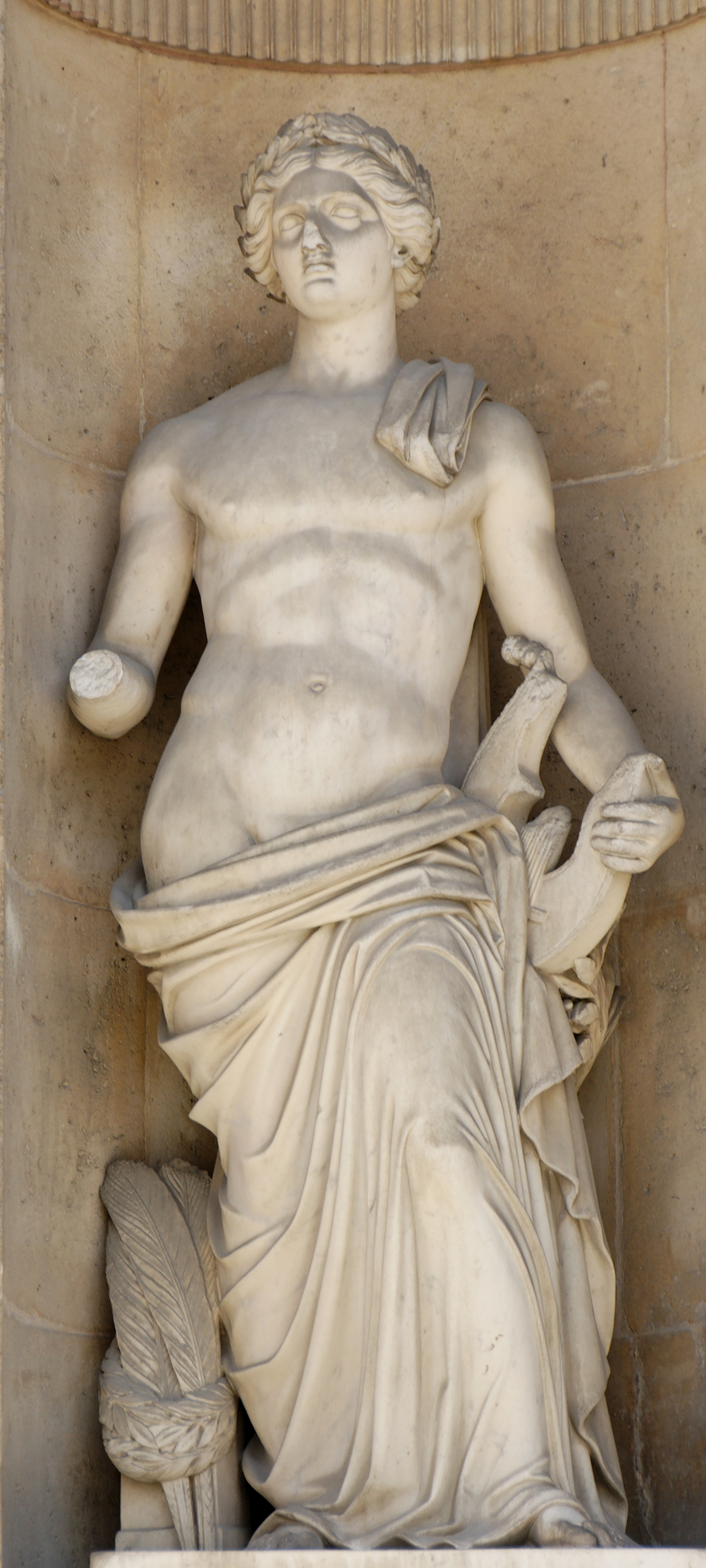
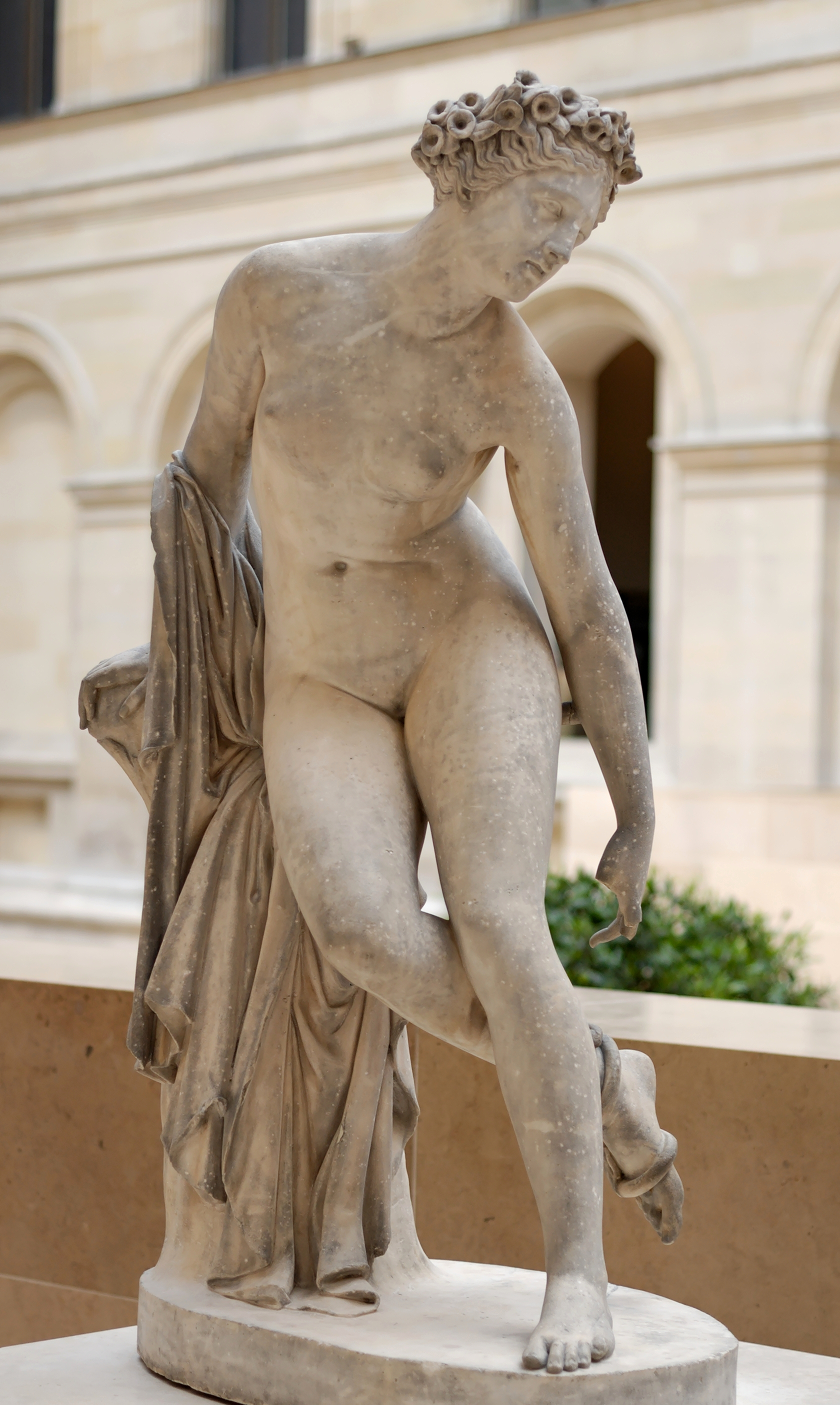
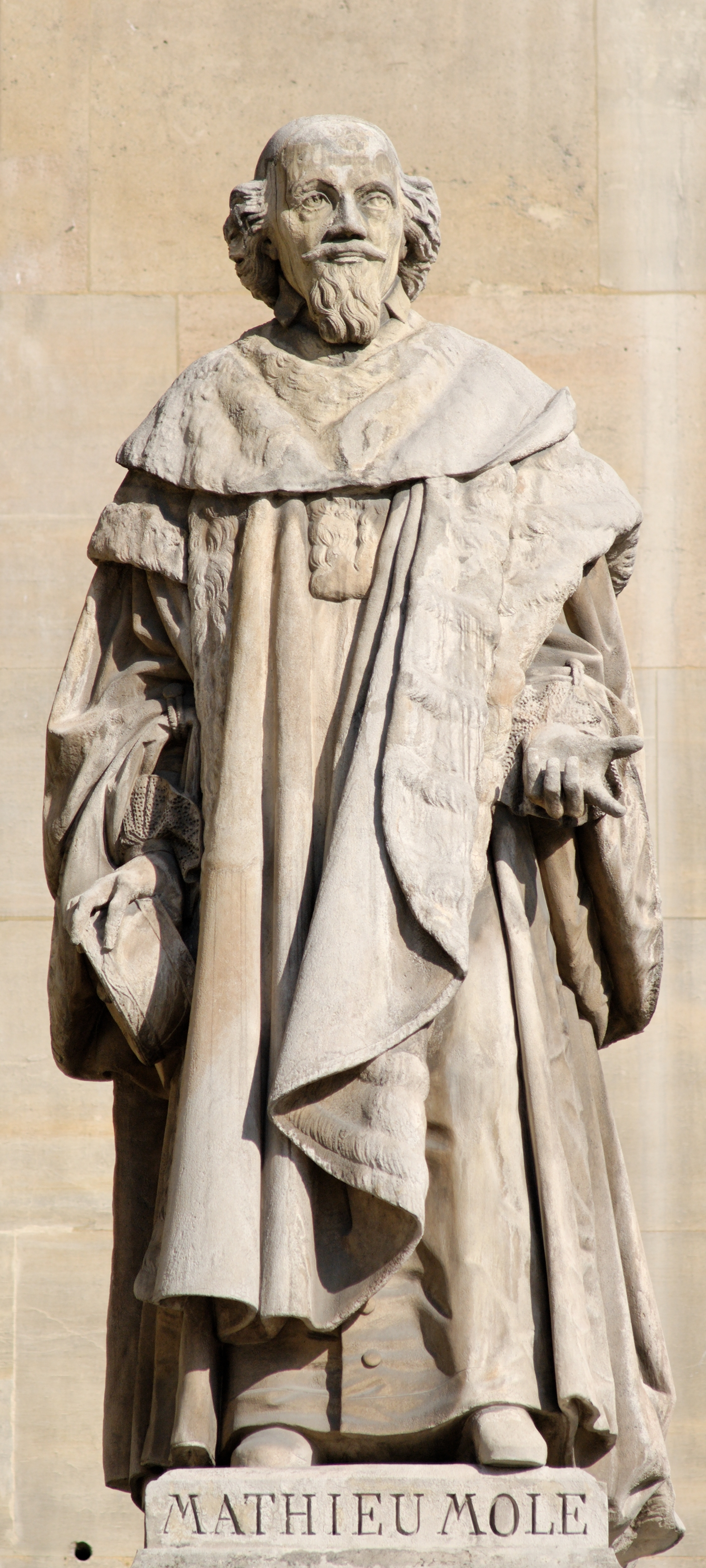